# 오사키촌 (니가타현 나카쿠비키군)
오사키촌(大崎村)은 니가타현 나카쿠비키군에 설치되었던 촌이다. 현재의 묘코시에 해당한다.